# Resolució 470 del Consell de Seguretat de les Nacions Unides
La Resolució 470 del Consell de Seguretat de les Nacions Unides, fou aprovada el 30 de maig de 1980, va considerar un informe del Secretari General de les Nacions Unides sobre la Força de les Nacions Unides d'Observació de la Separació. El Consell va observar els seus esforços per establir una pau duradora i justa a l'Orient Mitjà però també va expressar la seva preocupació per l'estat de tensió vigent a la zona.
La resolució va demanar a les parts implicades que implementessin immediatament la Resolució 338 del Consell de Seguretat de les Nacions Unides (1973), va renovar el mandat de la Força d'Observadors durant uns altres 6 mesos fins al 30 de novembre de 1980 i va demanar al Secretari General que enviés un informe sobre la situació al final d'aquest període.
La resolució es va aprovar amb 14 vots a cap; la República Popular de la Xina no va participar en la votació.